# Chapel of Saint John the Evangelist in Ħal-Millieri

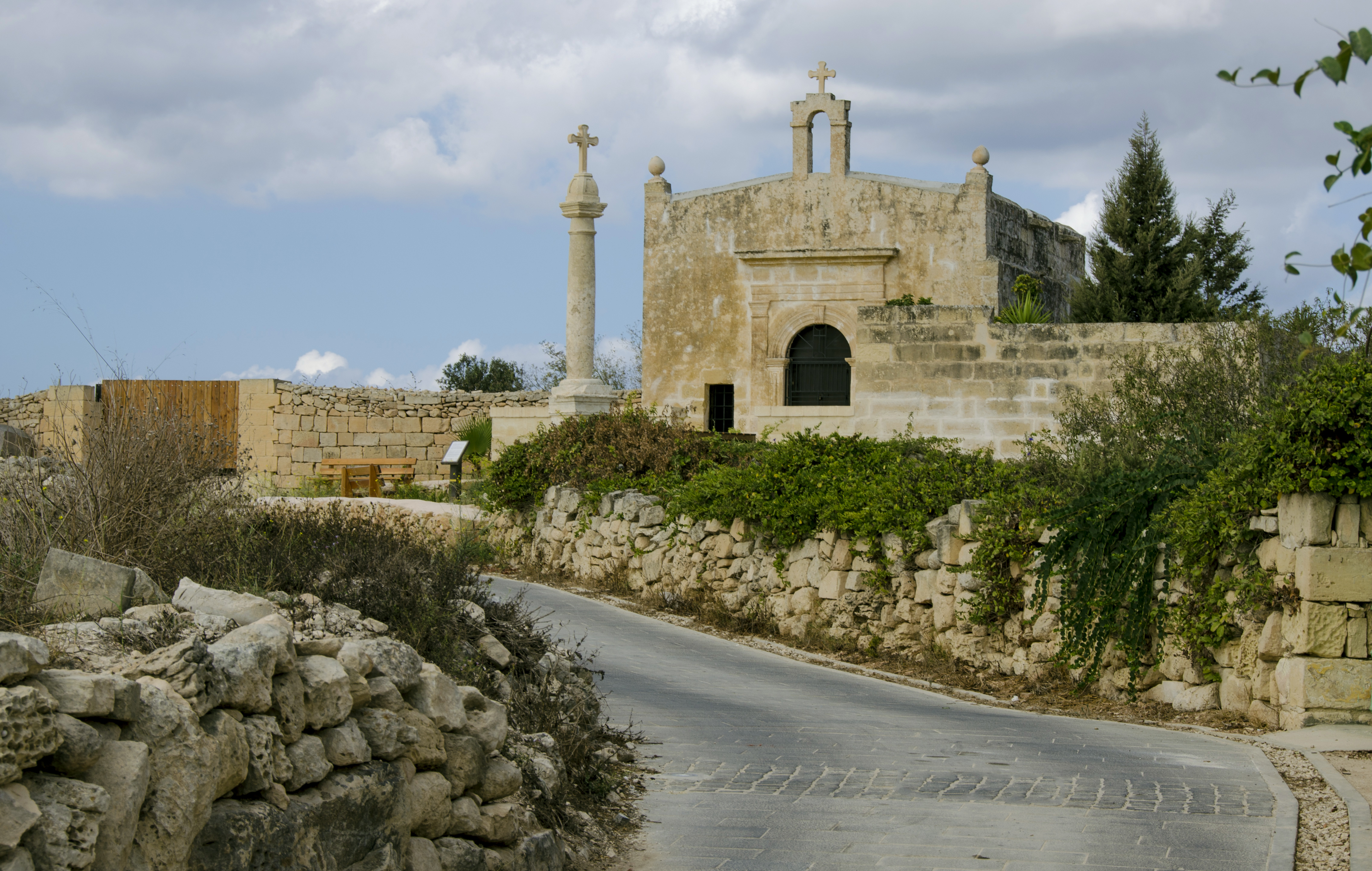
Chapel of Saint John the Evangelist in Ħal-Millieri

Die Chapel of Saint John the Evangelist in Ħal-Millieri (maltesisch Kappella ta’San Ġwann) ist ein römisch-katholisches Kirchengebäude in der maltesischen Gemeinde Żurrieq. Sie steht im Ortsteil Ħal-Millieri und ist im National Inventory of the Cultural Property of the Maltese Islands unter der Nummer 1308 eingetragen. Die Kapelle steht seit 1997 als Grade-1-Bauwerk unter Denkmalschutz.

## Patrozinium und Lage
Die unter dem Patrozinium von Johannes dem Evangelisten stehende Kapelle befindet sich etwa 70 Meter entfernt von der Verkündigungskapelle von Ħal-Millieri und einer verfallenen Kapelle, die Mariä Heimsuchung gewidmet war, im Bereich des verlassenen Dorfes Ħal-Millieri am Rande von Żurrieq. In ihrer unmittelbaren Nähe stand um 1575 noch eine heute in Ruinen liegende Kapelle des Erzengels Michael. Das Patronatsfest der Kapelle ist der 6. Mai.

## Geschichte
Die Kapelle bestand bereits 1481 und wurde zu dieser Zeit von einem Andrea Zammit unterhalten. Petrus Dusina befand bei seiner Visitation Maltas im Jahr 1575, die Kapelle sei in schlechtem Zustand und sollte entweiht werden. Dessen ungeachtet existierte sie noch 1634, als abermals ihre Schließung angedroht wurde. Die Kapelle wurde jedoch neugebaut und blieb seither in den Grundzügen unverändert. Lediglich ein neuer Altar wurde 1931 eingefügt, und der von einer niedrigen Mauer gesäumte Vorhof wurde eingeebnet.
Das Gebäude wird seit 2004 von Dín l-Art Ħelwa betreut und instand gehalten. Bei Aufräumungsarbeiten fand sich auf dem Gelände der angrenzenden St.-Michaels-Kapelle eine Kuriosität: ein Stein, auf dem die Unterschrift des im 19. Jahrhundert lebenden maltesischen Malers Giuseppe Cali eingeritzt war.

## Architektur
Die Umfassungsmauer eines kleinen Hofes nördlich der Kapelle bezeichnet den Standort der 1667 geschlossenen St.-Michaels-Kapelle. Beide Gebäude wurden direkt auf dem massiven Steinboden errichtet. Auf dem offenen quadratischen Vorplatz findet sich eine Steinsäule auf einem quadratischen Sockel, die von einem Kreuz bekrönt und von zwei kreisrunden Treppenstufen umgeben ist. Die Kapelle selbst erreicht man über vier Treppenstufen und einen kleinen ummauerten Vorhof.
Das bestehende Gebäude wird in die Mitte des 17. Jahrhunderts datiert, es steht auf den Grundmauern eines Vorgängerbaus. Die Fassade ist ungegliedert, abgesehen von einem rechteckigen Fenster links vom Eingang. Rechts des Eingangs befindet sich eine Tafel mit der Inschrift Non Gode l’Immunita Ecclesiae. Der Torbogen des Eingangs zeigt Architekturelemente der Renaissance. Zentral auf der Fassade erhebt sich ein Glockenträger, der von einem Kreuz bekrönt wird.